# Khaoula Ben Hamza
Khaoula Ben Hamza (sinh ngày 18 tháng 5 năm 1991 tại Tunis) là một học viên taekwondo người Tunisia. Cô đã tham gia nội dung +67 kg tại Thế vận hội Mùa hè 2012 và đã bị Anastasia Baryshnikova loại ở vòng sơ khảo.